# قطعنامه ۶۸۶ شورای امنیت
قطعنامه ۶۸۶ شورای امنیت سازمان ملل متحد که در تاریخ ۰۲ مارس ۱۹۹۱ تصویب شد، سندی بین‌المللی دربارهٔ عراق-کویت است. این قطعنامه طی نشست ۲۹۷۸ام با ۱۱ رای موافق، ۱ مخالف و ۳ ممتنع تصویب شد.